# Diócesis de Cartagena
La diócesis de Cartagena (en latín: Dioecesis Carthaginensis in Hispania) es una circunscripción eclesiástica de la Iglesia católica en España. Se trata de una diócesis latina, sufragánea de la archidiócesis de Granada. Desde el 18 de julio de 2009 su obispo es José Manuel Lorca Planes.

## Territorio y organización
La diócesis tiene 11 320 km² y extiende su jurisdicción sobre los fieles católicos de rito latino residentes en la región de Murcia.

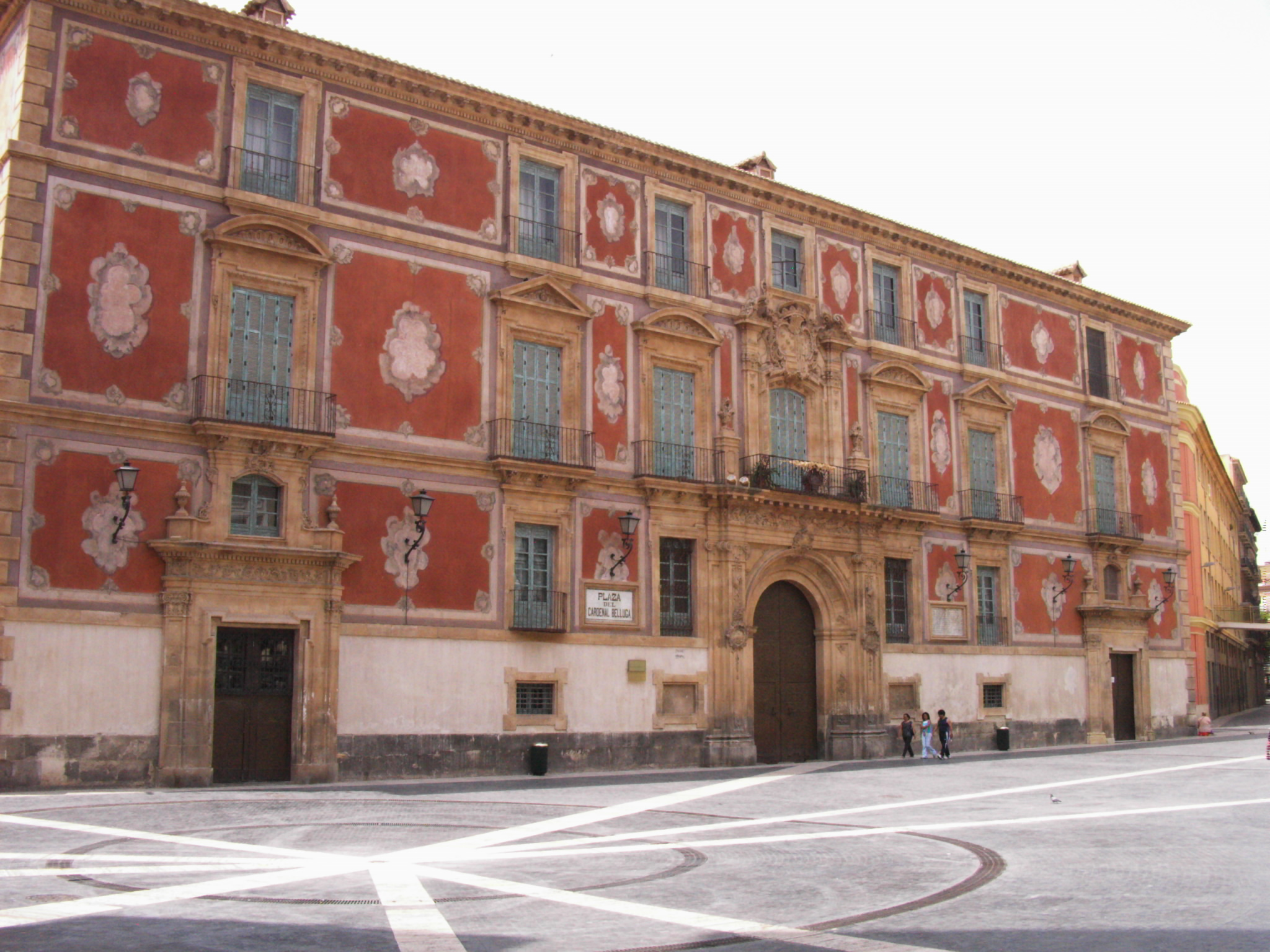
Palacio Episcopal de Murcia

La sede de la diócesis se encuentra en la ciudad de Murcia, en donde se halla la Catedral de Santa María. En Cartagena se encuentra la excatedral de Santa María la Mayor (en ruinas desde 1936, durante la guerra civil española), primera sede del obispado. 

La diócesis cuenta con tres basílicas menores: la basílica de Nuestra Señora de la Caridad en Cartagena, la de la Purísima Concepción de María, en Yecla y la de la Vera Cruz, en Caravaca de la Cruz.

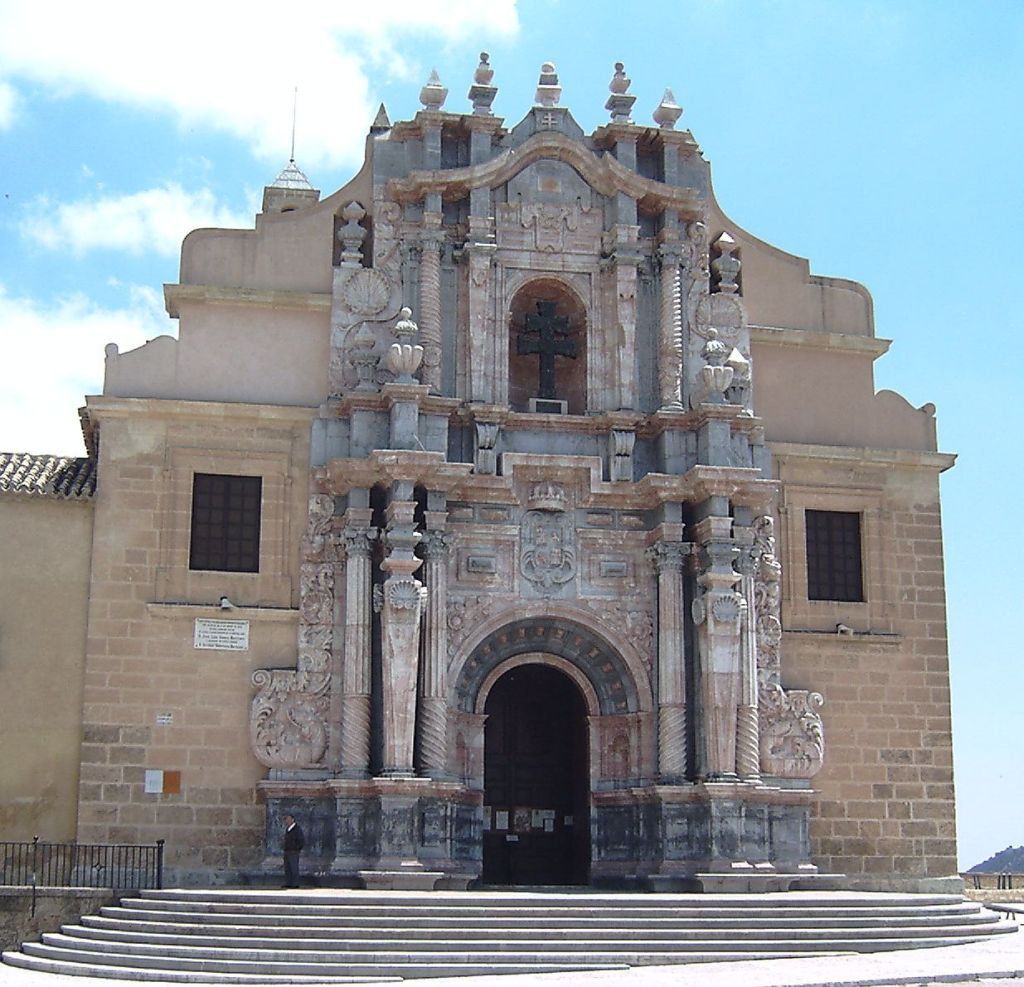
Basílica de la Vera Cruz, en Caravaca de la Cruz

En 2021 en la diócesis existían 292 parroquias agrupadas en 8 zonas pastorales: zona urbana de Murcia, zona suburbana I, zona suburbana II, zona de Cartagena, zona del Campo de Cartagena-Mar Menor, zona de Lorca, zona de Caravaca-Mula, zona de Cieza-Yecla.
Entre las instituciones religiosas con sede en Murcia, destaca la Universidad Católica San Antonio, (UCAM), fundada en 1995, y el Instituto Internacional de Caridad y Voluntariado Juan Pablo II (IICV), dependiente de esta última.

## Historia

### Orígenes
Una tradición del siglo XVII remonta los orígenes del culto cristiano en Cartagena a la predicación en España del apóstol Santiago, de quien se dice que desembarcó en la ciudad para iniciar su misión en la Hispania romana . Este mito fundacional surgió a raíz de la publicación en 1670 de la obra Mística Ciudad de Dios de Sor María Jesús de Ágreda, en donde la monja revelaba un sueño que le hacía afirmar que: 

«De Jafa vino Jacobo a Cerdeña, y sin detenerse en aquella isla, llegó con brevedad a España, y desembarcó en el puerto de Cartagena, donde comenzó su predicación en estos reinos».

La presencia de comunidades cristianas en la provincia Carthaginense en Hispania se puede documentar desde principios del siglo IV. Así consta en las actas del Concilio de Elvira, celebrado entre el 300 y el 313, en los tiempos de la persecución de Diocleciano, la presencia de un obispo de Eliocroca (la actual Lorca), así como de un presbítero llamado Eutiches, de la sede episcopal cartaginensis, lo que probaría la existencia de, al menos, dos obispados en la zona.

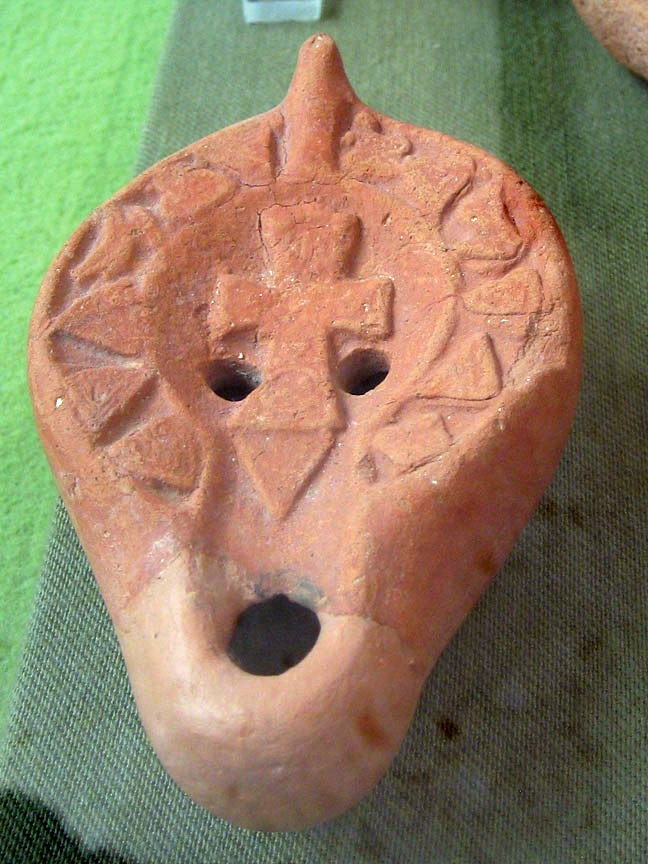
Lucerna de época bizantina con simbología cristiana procedente de Cartagena

El primer obispo documentado de Cartagena es Héctor quien asistió en 516 al Concilio de Tarragona.
En 546, se celebra en Valencia un concilio de los siete obispos de la Cartaginense, provincia romana establecida por Diocleciano en 293, sin mencionar sus sedes. Al ser en ese momento Cartagena la sede metropolitana, ya que la ciudad era la capital de la provincia, se puede suponer que Celsino, primer obispo mencionado en la relación era efectivamente el obispo metropolitano de Cartagena. 

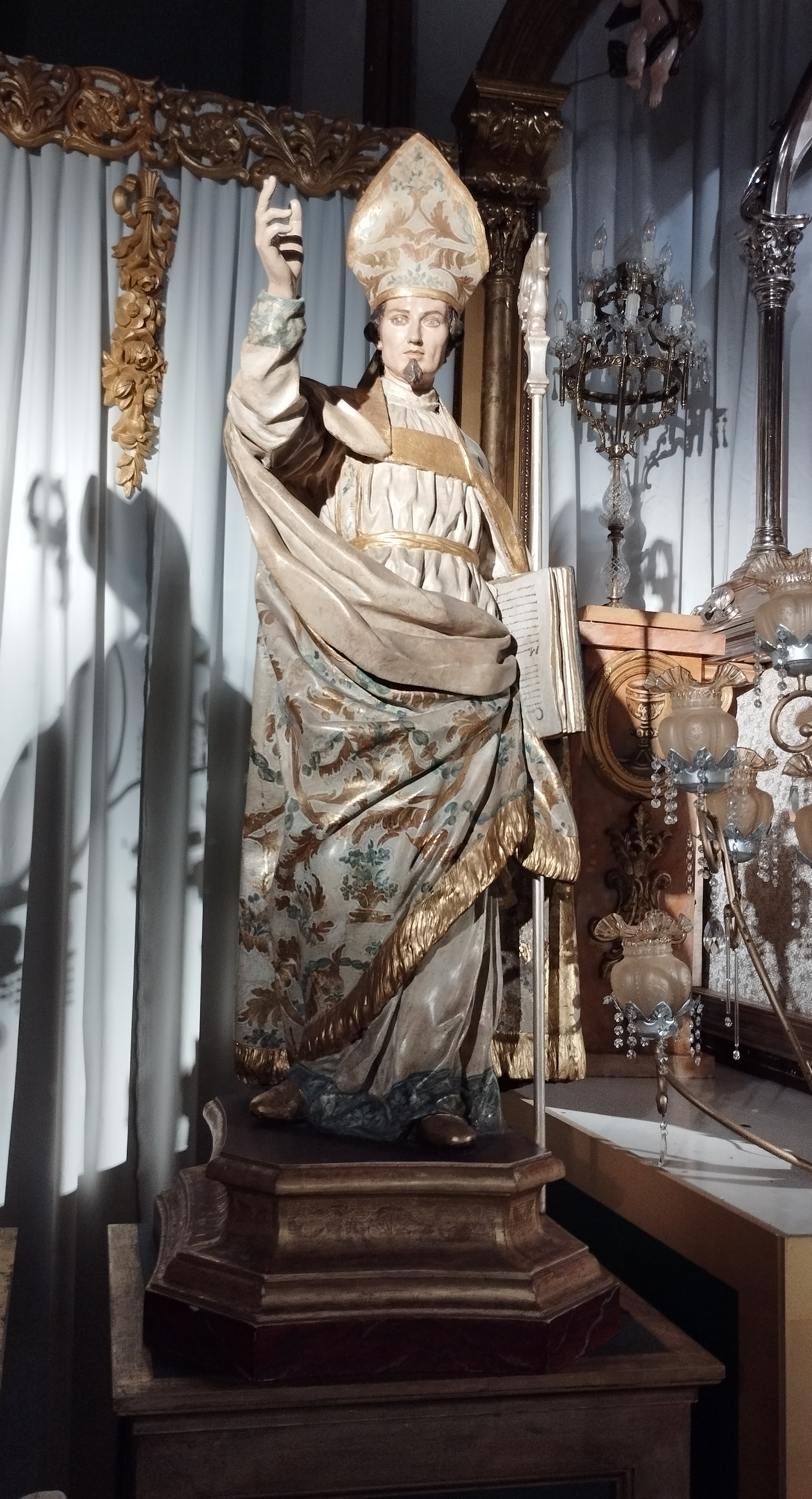
Talla barroca de San Fulgencio, patrón y posible obispo de la diócesis, realizada por Francisco Salzillo. Iglesia de Santa María de Gracia, en Cartagena

Posteriormente, los concilios de la iglesia hispano-visigoda celebrados en Toledo no recogen la presencia de ningún obispo de Cartagena ni de Lorca, ya que en ese momento, la actual Región de Murcia se encontraba fuera del control visigodo, bajo dominio bizantino. Sí se conoce de este periodo, por la mención que a él hace San Isidoro y por sus propias cartas, la presencia del obispo Liciniano de Cartagena como metropolitano de los territorios bizantinos en la Península. 
La prelatura del obispado que tradicionalmente se ha atribuido a San Fulgencio, patrón de la diócesis, entre el final del siglo V y el inicio del VI suscita muchas dudas, ya que está basada únicamente en un comentario escrito por su hermano San Isidoro de Sevilla quien afirma que envió a Fulgencio de regreso a Cartagena, sin especificar en ningún momento que lo hiciera en calidad de obispo. 
En el año 610, aparece mencionado por primera vez en un decreto del rey visigodo Gundemaro un obispo de la diócesis de Begastri, una ciudad fortificada de origen romano cerca de la actual Cehegín, y desde el IV Concilio de Toledo en 633, la presencia de los obispos de esta diócesis es constante en todos los concilios de la iglesia hispana celebrados en Toledo. En Begastri se han excavado los restos de una primitiva basílica consagrada a San Vicente, posible sede del obispado. 
En 623 la ciudad de Cartagena, en manos de los bizantinos, fue destruida por el rey visigodo Suintila. Es incierta la suerte de esta sede episcopal, que muchos autores, incluido el Padre Flórez en su obra España sagrada, creen fue trasladada a Begastri, ya que la aparición de esta sede en los concilios de Toledo coincide con la desaparición de la de Cartagena, si bien, en el XI Concilio de Toledo, celebrado en 675, aparece como asistente Egila, diácono del obispo Múnulo de Cartagena. Tras la expulsión de los bizantinos, una vez conseguido el dominio visigodo de la totalidad de la península ibérica, en 681, durante el XII Concilio de Toledo, se estableció la primacía de la diócesis de Toledo eliminando la histórica metropolinidad de Cartagena.  
De la época de la dominación árabe, se menciona en la obra España Sagrada la existencia en 988 de un obispo de Córdoba Juan, que había sido anteriormente titular de la cartaginense, como donatario de una Biblia existente en el archivo de la Catedral de Toledo. Este hecho probaría la existencia de comunidades mozárabes en la ciudad y la persistencia de la sede episcopal.

### Restauración
Tras emprender la campaña militar en el reino musulmán de Murcia para instaurar un protectorado castellano como consecuencia de la firma del Tratado de Alcaraz en 1243, el príncipe Alfonso de Castilla (posteriormente Alfonso X el Sabio) solicitó al papa Inocencio IV la restitución de la diócesis de Cartagena. 

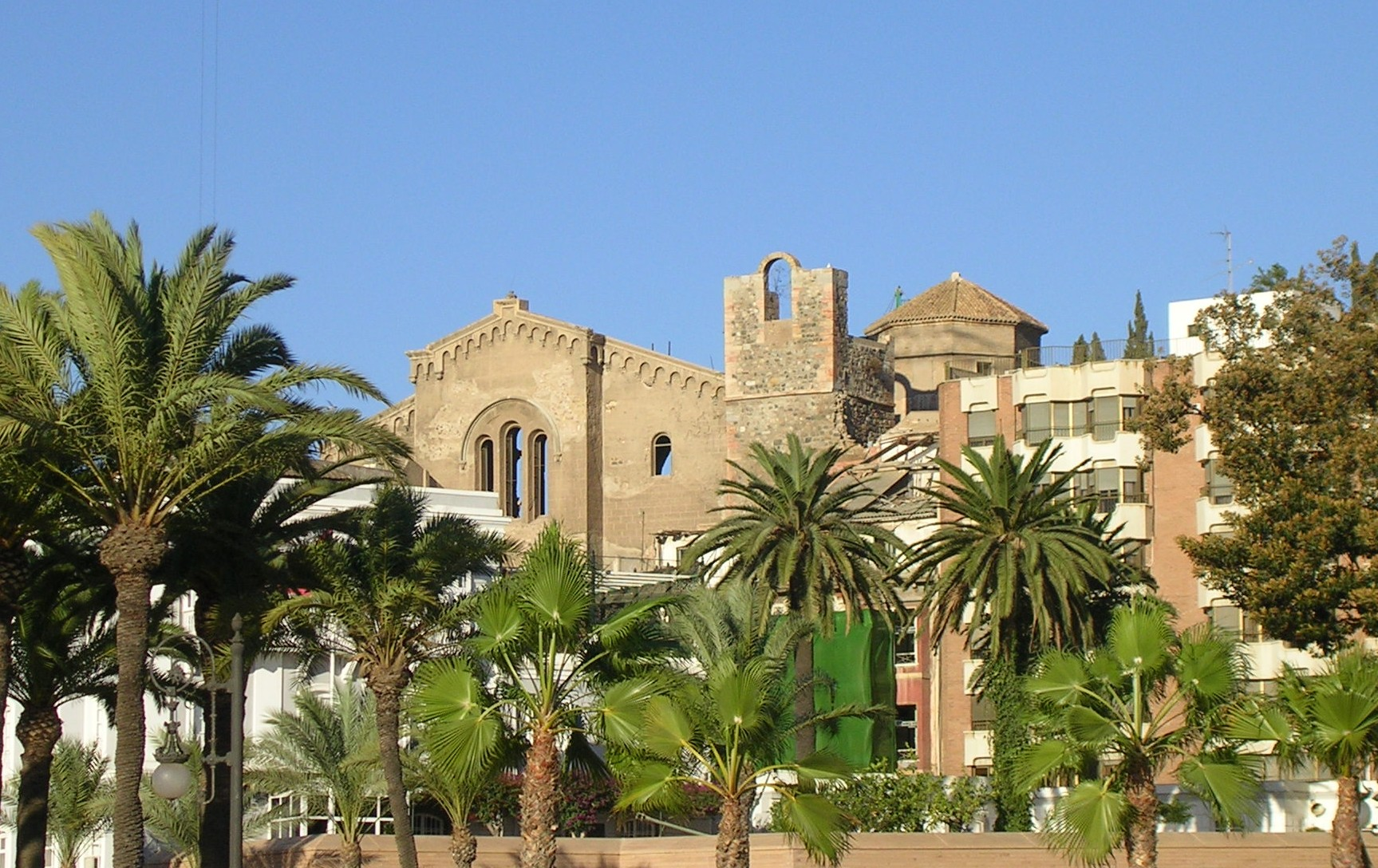
Ruinas de la excatedral de Santa María la Mayor, en Cartagena

En 1248 el papa encargó un estudio sobre los antecedentes de la diócesis, que concluyó con la bula Spiritus exultante dictada en Roma el 31 de julio de 1250 y en la que comunicó al rey Fernando III de Castilla la restauración de la diócesis de Cartagena. El papa nombró al franciscano fray Pedro Gallego, confesor del príncipe Alfonso, como primer obispo de Cartagena. Se la declaró inmediatamente sujeta a la Santa Sede.
La ciudad de Cartagena era en esos momentos una localidad disminuida, carente en tiempos de la dominación musulmana de la importancia que tuviera bajo Cartago o el Imperio romano, pero en aquel entonces era de las pocas poblaciones de jurisdicción plenamente castellana (al no haber aceptado el Tratado de Alcaraz) en un reino que en su mayoría seguía bajo el régimen de protectorado. La restauración de la sede episcopal, según Rubio Paredes y otros estudiosos, obedecía más a razones sentimentales e históricas que a la situación real. Aun así, la sede se restauró, siendo entonces cuando se cree que comenzó la construcción de la catedral de Cartagena.
Sin embargo, la situación cambió a partir de 1266, en aquel año, tras ser sofocada la revuelta mudéjar por Jaime I de Aragón, Castilla pasó a controlar la totalidad del Reino de Murcia, incluida la capital. Esto llevó a una paulatina querencia a trasladar instituciones religiosas a esa ciudad, como prueba el privilegio de Alfonso X firmado en Burgos en 1277, en el que ordenó el traslado del Monasterio de Santa María la Real (que había sido fundado por él) desde Cartagena al Alcázar de Murcia. En 1266 se establecieron además los límites diocesanos: al ignorarse los límites antiguos, se asignó a la diócesis el territorio del Reino de Murcia.
En 1271 y 1293, algunas porciones de territorio que aún estaban bajo dominación árabe fueron donadas a la diócesis, lo que sentó las bases para una ampliación de la diócesis a lo largo del siglo siguiente.
El obispo Diego de Magaz decidió pedir el traslado de la sede episcopal a Murcia en 1278, un traslado no autorizado por el papa Nicolás III. El prelado dejó entonces pasar el tiempo, hasta que volvió a solicitarlo al papa Nicolás IV. El papa encargó entonces a dos clérigos dependientes de la archidiócesis de Tarragona (abad de Benifazá, en Castellón, y al prior del convento de Porta Coeli en Valencia) que inquirieran sobre las razones que aducía el obispo de Cartagena. El papa se dirigió a los dos clérigos en la llamada Bula de Rieti de 1289, documento que no es tal bula en sí (es decir, no un solemne documento papal sobre materia política o religiosa), sino más bien una misiva confidencial inquiriendo sobre las intenciones del obispo cartaginense.
Por parte de la corona, en 1291 llegó el permiso oficial para el traslado de sede. Firmaba la carta Sancho IV el Bravo, por más que el monarca no tuviera competencia para el traslado de una diócesis "exenta", es decir, que responde directamente al papa, a quien en última instancia competería la erección o traslado de una diócesis. Por ende, dicho rey estaba en estado de excomunión por haberse enfrentado a su padre Alfonso X y por haber desposado en bigamia a María de Molina. Por todo ello, la diócesis mantuvo el nombre de carthaginensis.
A consecuencia del traslado, la antigua mezquita mayor de Murcia, convertida en la iglesia mayor de Santa María en 1266, se transformó en catedral. En 1394 comenzaron las obras del templo gótico actual.
El 13 de marzo de 1309 el obispo guerrero Martín Martínez Noloaquisino conquistó el castillo de San Pedro cerca de Lubrín, que dos años después lo permutó por Alguazas y Alcantarilla, que a partir de 1321 se constituyeron como señoríos eclesiásticos y lo permanecerían hasta el siglo XVI.

### SiglosXValXVIII
Hasta 1492 la diócesis de Cartagena mantuvo una dependencia directa de la Santa Sede, pues su antigüedad y antiguo rango provocó distintas disputas con las archidiócesis de Toledo y Tarragona. El 9 de julio de 1492 pasó a formar parte de la provincia eclesiástica de la archidiócesis de Valencia, debido a la erección de esta archidiócesis por el papa valenciano Alejandro VI. Mientras tanto, como consecuencia del restablecimiento de las diócesis de Guadix (1486) y Almería (1492), el territorio de la diócesis se redujo en tamaño.
Desde su restitución, los límites geográficos diocesanos habían correspondido con los del castellano Reino de Murcia. Sin embargo, a partir de la Sentencia Arbitral de Torrellas (1304) la zona de Orihuela, Elche y Alicante pasaron a formar parte del Reino de Valencia, aunque continuaron perteneciendo eclesiásticamente a la diócesis de Cartagena. 
El 14 de julio de 1564 mediante la bula Pro excellenti Sedis Apostolicae la diócesis cedió la actual provincia de Alicante para la erección por el papa Pío V de la diócesis de Orihuela (hoy diócesis de Orihuela-Alicante). Esta escisión tuvo también como consecuencia el cambio de adscripción de la diócesis de Cartagena de la archidiócesis de Valencia a la de Toledo.

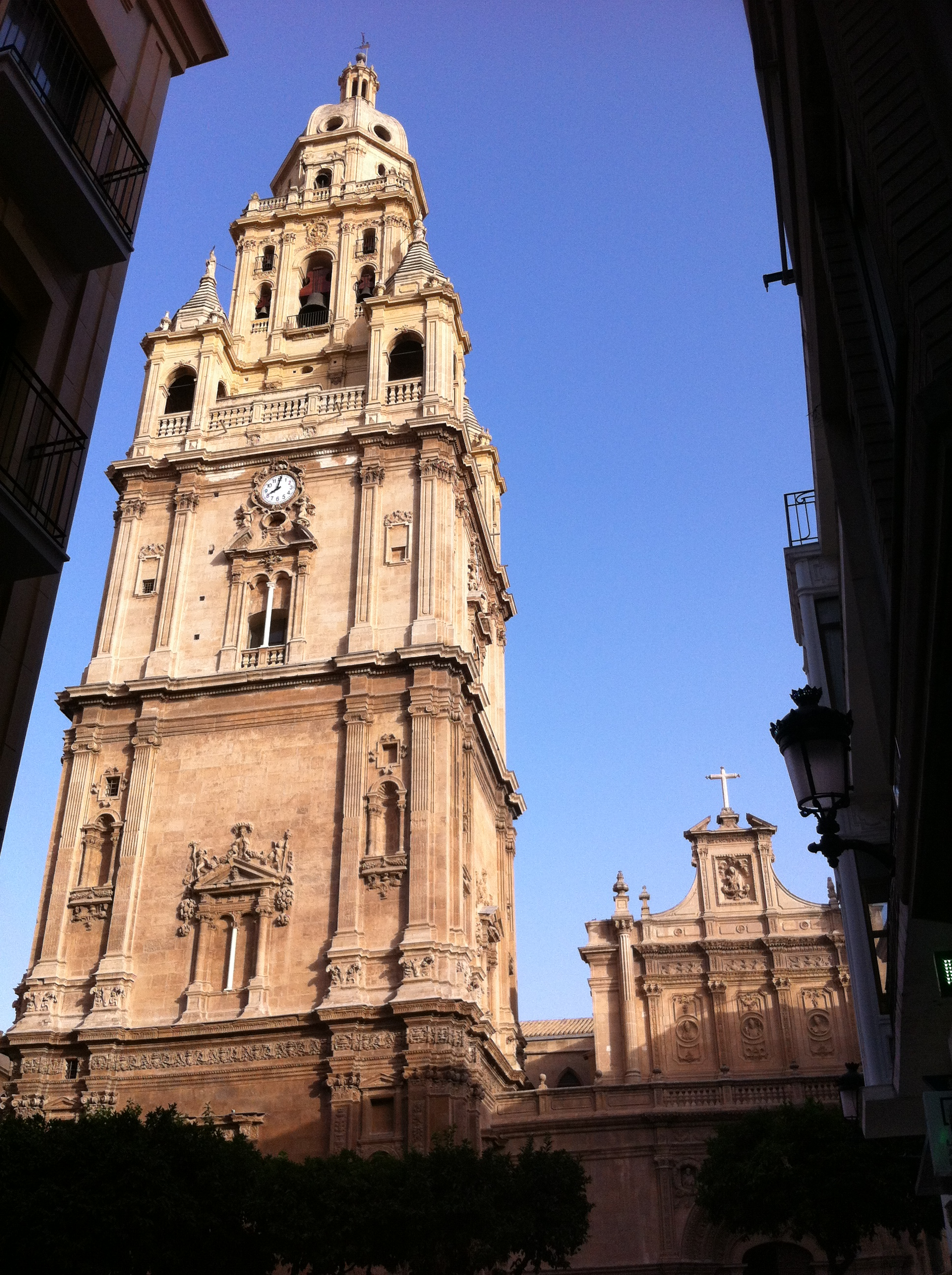
Torre de la catedral de Murcia, finalizada en 1792

El 19 de agosto de 1592 el obispo Sancho Dávila fundó el Seminario Diocesano, que recibió el nombre de San Fulgencio, uno de los cuatro santos cartageneros, que había sido además obispo de la diócesis en época visigoda.
La presencia como obispo de Cartagena entre 1705 y 1724 del cardenal Belluga supondría un avance sustancial en la estructuración diocesana. Fundó entre otros los colegios de San Leandro y San Isidoro. También durante el siglo XVIII finalizó la construcción de la nueva fachada y de la torre de la Catedral en la ciudad de Murcia.
En virtud del concordato de 1851 la diócesis de Cartagena pasó a ser sufragánea de la archidiócesis de Granada. El mismo concordato ordenó el cese de la competencia territorial de las órdenes militares, lo que fue sancionado por el papa Pío IX con la bula Quo gravius del 14 de julio de 1873. En consecuencia, los vicariatos de Beas y Segura quedaron divididos entre las diócesis de Cartagena y de Jaén.

### SigloXX
Por la bula Inter praecipua del papa Pío XII, 2 de noviembre de 1949 se segregaron de la diócesis los arciprestazgos de Albacete, Almansa, Casas-Ibáñez, Chinchilla de Monte-Aragón, Hellín, Jorquera y Yeste para constituir, junto con otros territorios de Cuenca, la nueva diócesis de Albacete.

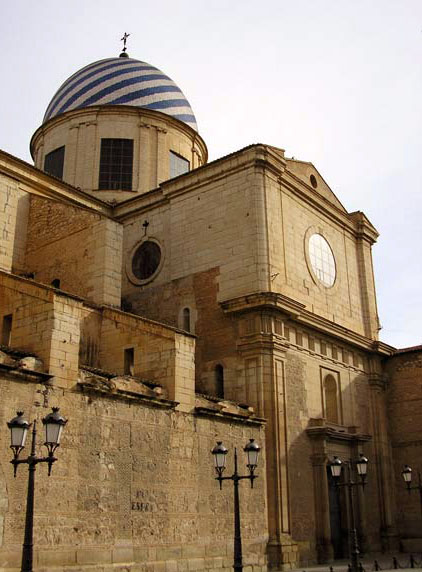
Basílica de la Purísima Concepción de María, en Yecla

Mediante el decreto Cum per Conventionem de 13 de marzo de 1954 la diócesis cedió el arciprestazgo de Villena a la diócesis de Orihuela-Alicante.
Mediante el decreto Initis inter de la Congregación Consistorial el 10 de junio de 1957 cedió el arciprestazgo de Huércal Overa a la diócesis de Almería. De esta forma el territorio de la diócesis quedó reducido al de la provincia de Murcia.

## Estadísticas
Según el Anuario Pontificio 2022 la diócesis tenía a fines de 2021 un total de 1 023 918 fieles bautizados.
| Año                                                                             | Población            | Población | Población      | Sacerdotes | Sacerdotes    | Sacerdotes    | Bautizados por sacerdote | Diáconos permanentes | Religiosos | Religiosos | Parroquias |
| Año                                                                             | Bautizados católicos | Total     | % de católicos | Total      | Clero secular | Clero regular | Bautizados por sacerdote | Diáconos permanentes | Varones    | Mujeres    | Parroquias |
| ------------------------------------------------------------------------------- | -------------------- | --------- | -------------- | ---------- | ------------- | ------------- | ------------------------ | -------------------- | ---------- | ---------- | ---------- |
| 1950                                                                            | 843 350              | 843 350   | 100.0          | 303        | 228           | 75            | 2783                     |                      | 101        | 860        | 214        |
| 1955                                                                            | 827 000              | 827 536   | 99.9           | 418        | 344           | 74            | 1978                     |                      | 175        | 920        | 221        |
| 1969                                                                            | 854 866              | 856 866   | 99.8           | 521        | 417           | 104           | 1640                     |                      | 172        | 1190       | 210        |
| 1980                                                                            | 949 467              | 957 010   | 99.2           | 468        | 364           | 104           | 2028                     |                      | 184        | 1279       | 293        |
| 1990                                                                            | 983 949              | 1 058 000 | 93.0           | 452        | 355           | 97            | 2176                     |                      | 199        | 1171       | 283        |
| 1999                                                                            | 1 040 000            | 1 100 000 | 94.5           | 501        | 402           | 99            | 2075                     |                      | 155        | 1027       | 289        |
| 2000                                                                            | 1 040 000            | 1 115 068 | 93.3           | 509        | 413           | 96            | 2043                     |                      | 154        | 934        | 290        |
| 2001                                                                            | 1 051 795            | 1 130 962 | 93.0           | 490        | 400           | 90            | 2146                     |                      | 143        | 962        | 293        |
| 2002                                                                            | 1 053 762            | 1 149 328 | 91.7           | 474        | 381           | 93            | 2223                     |                      | 147        | 890        | 290        |
| 2003                                                                            | 1 092 089            | 1 190 378 | 91.7           | 471        | 384           | 87            | 2318                     |                      | 145        | 949        | 291        |
| 2004                                                                            | 1 127 469            | 1 226 993 | 91.9           | 488        | 397           | 91            | 2310                     |                      | 151        | 895        | 291        |
| 2006                                                                            | 1 195 792            | 1 335 792 | 89.5           | 486        | 395           | 91            | 2460                     |                      | 143        | 894        | 291        |
| 2013                                                                            | 1 253 282            | 1 474 449 | 85.0           | 480        | 403           | 77            | 2611                     |                      | 145        | 744        | 291        |
| 2016                                                                            | 1 248 227            | 1 466 818 | 85.1           | 511        | 434           | 77            | 2442                     |                      | 132        | 656        | 291        |
| 2019                                                                            | 1 250 100            | 1 470 273 | 85.0           | 453        | 392           | 61            | 2759                     |                      | 115        | 609        | 291        |
| 2021                                                                            | 1 023 918            | 1 493 898 | 68.5           | 413        | 365           | 48            | 2479                     |                      | 95         | 573        | 292        |
| Fuente: Catholic-Hierarchy, que a su vez toma los datos del Anuario Pontificio. |                      |           |                |            |               |               |                          |                      |            |            |            |

Durante el curso 2017-2018, 60 seminaristas estudiaron en los seminarios cartaginenses: 40 en el Seminario Mayor Diocesano y 20 en el Seminario Redemptoris Mater local.

## Episcopologio
Entre los obispos de Cartagena a lo largo de la historia ha habido un papa, Rodrigo de Borja, obispo entre 1482 y 1492 y papa con el nombre de Alejandro VI. Asimismo, otros siete obispos fueron elevados al rango de cardenal.
El actual obispo es José Manuel Lorca Planes, primer obispo murciano en la historia de la diócesis.
| Años       | Nombre                           |
| ---------- | -------------------------------- |
| 1903-1931  | Vicente Alonso Salgado           |
| 1935-1949  | Miguel de los Santos Díaz Gómara |
| 1950-1965  | Ramón Sanahuja y Marcé           |
| 1969-1978  | Miguel Roca Cabanellas           |
| 1978-1998  | Javier Azagra Labiano            |
| 1998-2005  | Manuel Ureña Pastor              |
| 2005-2009  | Juan Antonio Reig Plà            |
| Desde 2009 | José Manuel Lorca Planes         |

## Espiritualidad

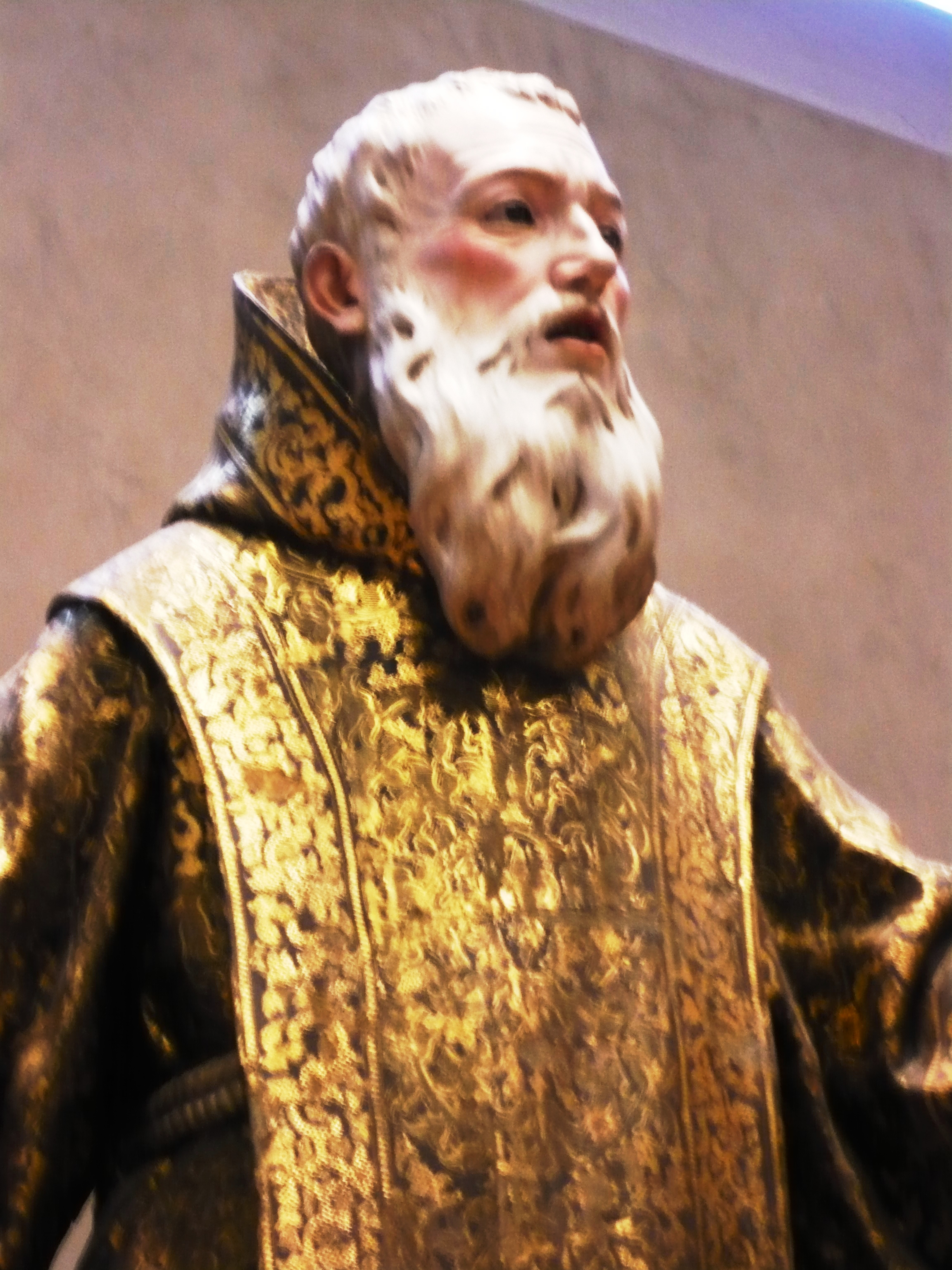
San Ginés de la Jara

En el siglo XVII la monja mística María de Jesús de Ágreda afirmó haber conocido en sueños que el lugar de desembarco del apóstol Santiago, en su travesía por el mar Mediterráneo para llegar a Hispania, había sido el puerto de Cartagena. Desde entonces, la tradición ha querido ver la dársena de Santa Lucía como lugar de este arribo, convirtiendo a este santo en fundador de la diócesis, a pesar de lo tardío de esta tradición. De este punto parte una de las rutas jacobeas a Santiago de Compostela y, en 2010, de manera extraordinaria, se le concedió a la parroquia de Santiago de Cartagena el Año Jubilar. La figura de Santiago Apóstol es, por ello, una de las figuras centrales del culto colectivo.
La diócesis ha dado varios santos a la Iglesia católica. Entre los más conocidos destacan los cuatro santos de Cartagena, cuatro hermanos llevados a los altares y con una destacable presencia en la iglesia de la época visigoda. San Isidoro, san Fulgencio, san Leandro y santa Florentina.
También en la Alta Edad Media destaca la figura legendaria de san Ginés de la Jara.
En proceso de canonización se encuentra la clarisa Úrsula Micaela Morata que vivió en el siglo XVII en Cartagena, Murcia y Alicante.
Además de los santos, la supuesta aparición milagrosa en Caravaca de la Cruz de una reliquia de la Cruz de Cristo es una de las señas espirituales de la diócesis. En la actualidad, Caravaca es junto a Jerusalén, Roma, Santiago de Compostela y Santo Toribio de Liébana una de las cinco únicas ciudades del mundo que cuentan con un Año Santo a perpetuidad.